# Zenson di Piave
Zenson di Piave település Olaszországban, Veneto régióban, Treviso megyében. Lakosainak száma 1744 fő (2023. január 1.). Zenson di Piave Monastier di Treviso, Salgareda, San Biagio di Callalta, Fossalta di Piave és Noventa di Piave községekkel határos.

## Népesség
A település népességének változása:
| Lakosok száma | 1812 | 1830 | 1744 |
|               | 2017 | 2018 | 2023 |